# Skilsmässa
En skilsmässa eller en äktenskapsskillnad är ett upplösande av ett äktenskap på initiativ av en eller flera av parterna, innan någon av makarna har dött. Ett påtvingat upplösande kallas upplösning av äktenskap. Beroende på under vilka former och lagar äktenskapet ingåtts, kan vissa eller alla parter vara förbjudna från att begära skilsmässa i vissa länder. Begreppet separation kan åsyfta parter i samboförhållande och registrerat partnerskap som går skilda vägar, se upphörande av samboförhållande.
Internationella studier visar att föräldrarnas skilsmässa i vissa fall påverkar barns psykiska hälsa, ekonomi, studieresultat och framtida karriär negativt. Risken att detta inträffar är större om endast en förälder får vårdnaden, om en förälder flyttar långt bort från barnet, eller om konflikten mellan föräldrarna fortsätter öppet inför barnet efter skilsmässan.

## Historia
Skilsmässans vara och icke vara i samhället har varit olika genom i historien. På Island hade kvinnan under den tidiga medeltiden rätt att skilja sig från sin man. Detta var förmodligen en kvarleva från vikingatiden och det förkristna samhället: redan på 900-talet berättar den handelsresande Al-Tartusi om hur kvinnorna i Hedeby hade rätt att skilja sig från sin män.
Ett berömt historisk skilsmässofall är Henrik VIII av England och hans skilsmässa från Katarina av Aragonien. Då påven nekade skilsmässan blev det en av anledningarna till att Henrik skilde den engelska kyrkan från den romersk-katolska och gjorde sig själv till överhuvud för kyrkan i England.
Under Franska revolutionen infördes 1792 Frankrikes första skilsmässolag, Loi autorisant le divorce en France. Den avskaffades snart igen, men utgjorde en tydlig skillnad mot den tidigare lagstiftningen om separation av person, som inte tillät skilsmässa utan enbart att makarna separerade från varandra utan att gifta om sig.

## Skilsmässa i olika religioner

### Kristendom
Romersk-katolska kyrkan och många ortodoxa kyrkor erkänner ibland men tillämpar däremot "upplösning" av äktenskap (den rätta termen är "ogiltigförklaring av äktenskap"). Ett äktenskap kan dock endast ogiltigförklaras om det kan konstateras att det ingåtts på ett felaktigt sätt (till exempel om någon av makarna kände sig tvingad att ingå äktenskap). I den protestantiska kyrkan tillåts skilsmässa.

### Islam
Inom islam är skilsmässa tillåten och är den av Gud minst omtyckta av alla tillåtna handlingar. Muslimer ser på äktenskapet som ett juridiskt kontrakt; därmed är skilsmässa det juridiska upphävandet av kontraktet. Enligt Shariah (den islamska lagen), finns det en obligatorisk väntetid efter ingångrt äktenskap innan en skilsmässa betraktas som acceptabel. Efter tre skilsmässor tillåts varken män eller kvinnor att gifta om sig med varandra.

### Judendom
Judendomen har alltid accepterat skilsmässa som ett av livets ofrånkomliga faktum. Judendomens allmänna inställning är att skilsmässa är bättre än ett äktenskap fyllt av bitterhet och fientlighet. 
"Frid i hemmet" ses som ett önskvärt tillstånd. Det finns dock situationer då traditionell judisk rätt inte tillåter skilsmässa, se aguna.

## Skilsmässa i Sverige
Skilsmässa är numera enligt svensk rätt det enda giltiga sättet för upplösning av äktenskap om båda makarna är i livet. Äktenskapet upplöses genom dom i tingsrätten. Skilsmässan gäller från den dag domen vinner laga kraft. Ansökan om skilsmässa kan lämnas in gemensamt eller av den ena parten. Någon orsak behöver numera ej i normalfallet anges; endera parten äger samma rätt att utan väsentlig anledning övergiva den andra parten, äktenskapslöftena till trots. För par som har barn under 16 år krävs sex månaders betänketid innan skilsmässa beviljas. Om bara den ena parten vill skiljas gäller också betänketid. I samband med skilsmässa brukar bodelning aktualiseras.
Sverige är ett av de länder som är mest liberalt när det gäller brytandet av äktenskapslöften. Äktenskapet kan därmed numera ha fått allt mer av ett symbolvärde i Sverige. Förr brukade äktenskap upplösas om kvinnan inte förmådde förse mannen med en avkomma; detta är i sig ej grund för upplösning och inte heller otrohet från någon av parterna.
Svenska kommuner tillhandahåller familjerådgivning vid risk för separation i förhållanden som innefattar barn.
Vid en separation fortsatte föräldrarna i 92 procent av fallen (år 2011) att dela på vårdnaden om barnet, medan modern i 6 procent av fallen fick ensam vårdnad, och fadern i 1 procent. År 2011 upplevde 48 353 barn i Sverige en separation mellan föräldrarna. Det innebär att under året var 3,2 procent av alla barn med gifta eller samboföräldrar med om en separation. Vid 16 års ålder hade 32 procent av barnen varit med om att deras föräldrar separerat någon gång sedan barnet föddes. (Siffrorna är egentligen något högre, eftersom barn till sambor utan gemensamma barn tillkommer, liksom barn till par som separerat i samband med emigration.) Antalet skilsmässor låg länge på omkring 2 procent, men ökade kraftigt 1973–1974, delvis beroende på ändringar i skilsmässolagen. Risken för att barnet ska uppleva separation är ungefär dubbelt så stor vid samboförhållande som vid gifta, och ungefär dubbelt så stor vid ombildade förhållanden (till exempel när barnet lever med en biologisk förälder och en styvförälder eller ett styvsyskon) som vid kärnfamiljer. Par där båda saknar eftergymnasiala studier har betydligt högre skilsmässorisk, liksom par där åldersskillnaden är större än 10 år. Par där en part är född utomlands och en i Sverige har också något högre risk. Under ett äktenskap är skilsmässorisken som högst under fjärde året efter giftermålet, och sjunker därefter något, framförallt efter att man har varit gifta i 10 år.

## Skilsmässor i olika länder

### USA
I USA upplöses äktenskap endast genom domstolen, men för att ansöka om det måste du ha bosatt status - att bo i en viss stat eller ett visst län i minst sex månader, och ibland till och med ett år. Enligt amerikansk lag betraktas som allvarliga skäl kroniska sjukdomar som omöjliggör familjeliv, äktenskapsbrott, att en make begår ett brott som leder till fängelse, att en make lämnar familjen. De som har ingått ett skenäktenskap med en amerikansk medborgare kan bötfällas, deporteras till sitt hemland och/eller fråntas rätten till amerikanskt medborgarskap.

### Frankrike
Skilsmässa regleras i Code civil. Beslut om äktenskapsskillnad fattas formellt av domstolen i Tribunal de grande instance. I de fall makarna ansöker om skilsmässa gemensamt finns flera förenklade förfaranden tillgängliga. Om parterna inte är överens tas ärendet i stället upp till förhandling i domstol. Beroende på hur den ekonomiska överenskommelsen mellan makarna utformas kan respektive ska domstolen avslå ansökan, i syfte att skydda barnets och/eller den ena makens intressen.
Minderåriga barn har rätt att begära att höras av domstolen innan domstolen godkänner en ansökan om skilsmässa, även om föräldrarna är överens. Den ekonomiska kompensationen intar en särskilt viktig ställning, då lagen innehåller flera skyddsparagrafer som kan leda till att domstolen kan eller till och med ska avslå en ansökan som inte rätt tillvaratar barnens eller någon av makarnas intressen. Lagstiftningen innehåller även flera tidsgränser för betänketid, där den kortaste är två veckor från det att ett förslag om skilsmässa upprättats, och den längsta är ett år från det att begäran inkommit. Några av tidsgränserna är dock dispositiva. 
Skilsmässa kan även grundas på permanent separation, vilket definieras som minst ett år vid tillfället för ansökan om skilsmässa.
Domstolen kan döma skilsmässa för faute (ungefär brott, brist, fel), om den ena av makarna begått grava eller upprepade brott mot äktenskapets plikter och förbindelser som gör det omöjligt att fortsätta att leva tillsammans. Efter gemensam begäran av makarna kan domstolen avstå från att uttala vem av makarna som brustit och på vilket sätt, och enbart konstaterar att förutsättningarna för äktenskap inte längre föreligger.

### Förenade kungariket
Skilsmässor i detta land beviljas på en grund - förklaringen om oåterkalleligt brustna äktenskap. Det finns en hel del skäl till varför det betraktas som sådant: äktenskapsbrott, moralisk skada som orsakas av den ena makens beteende, den ena makens avgång från familjen när den andra makens beteende är oklanderligt.

### Nederländerna
För den som är gift med en utländsk medborgare gäller särskilda regler. En domstol godtar endast skilsmässoansökningar från par som har varit gifta i minst ett år. En eventuell utländsk maken måste ha bott i landet i minst sex månader vid tidpunkten för skilsmässan. Om skilsmässan beror på den utländska makens fel kan han eller hon senare förlora sitt medborgarskap, om det erhölls automatiskt som make till en nederländsk medborgare.